# Clemenceau (téléfilm)
Clemenceau est un téléfilm français réalisé par Olivier Guignard, diffusé le 10 novembre 2012 sur France 3.

## Synopsis
La vie de Clemenceau de 1917 à 1925.

## Fiche technique
- Réalisation : Olivier Guignard
- Scénario : Serge Berstein
- Photographie : Pascal Lagriffoul
- Musique : Éric Neveux
- Montage : Thierry Brunello
- Pays :  France
- Durée : 90 minutes

## Distribution
- Didier Bezace : Georges Clemenceau
- Monia Chokri : Charlotte Beauséjour
- Marc Citti : Georges Mandel
- Thierry Gibault : Henri Mordacq
- Grégory Gadebois : Georges Wormser
- Albert Delpy : Claude Monet
- Jacques Bonnaffé : Raymond Poincaré
- Pascal Elso : Paul Deschanel
- Daniel Martin : Philippe Pétain
- Laurent Manzoni : Aristide Briand
- Wilfred Benaïche : Édouard Ignace
- Philippe Duclos : Léon Blum
- Jean-Yves Gautier : Ferdinand Foch
- Gérard Chaillou : Joseph Caillaux
- Leslie Clack : Lloyd George
- Jacques Brunet : Jules Siegfried
- Odile Cohen : Marguerite Baldensperger
- Jean-François Vlérick : Jules Jeanneney
- Bruno Fleury : Pierre Renaudel
- Jean-Claude Durand : Henry Franklin-Bouillon
- Dimitri Michelsen : le journaliste anglais
- Cedric Cirotteau : Émile Cottin, le tireur
- Frédéric Andrau : Charles
- Eric Viellard : le préfet
- Arno Chevrier et Mathieu Simonet : les journalistes